# Hermann Hugo Neithold

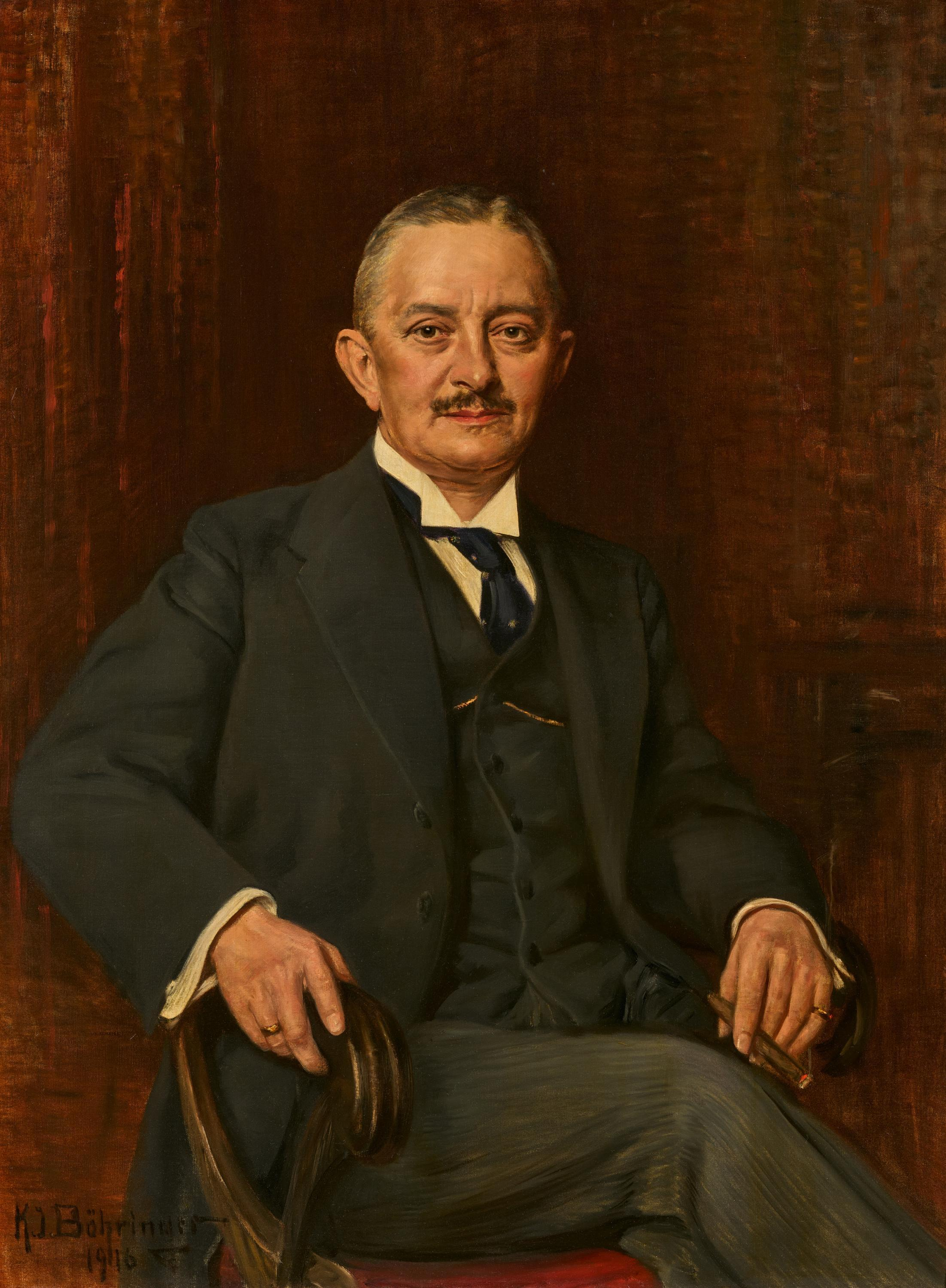
Konrad Immanuel Böhringer: Porträt Hermann Hugo Neithold

Hermann Hugo Neithold (* 20. Februar 1862 in Leipzig; † 24. August 1939 in Zürich) war ein deutscher Kaufmann und Kunstsammler.

## Leben
Hermann Hugo Neithold wurde in Leipzig geboren und war als Prokurist und leitender Einkäufer für südamerikanische Wolle bei der Kammgarnspinnerei Heinrich Dietel in Wilkau tätig. Im Ruhestand zog er 1916 nach Dresden. Aufgrund seiner Verdienste und seines sozialen Ansehens hatte er ein Vermögen erworben, welches er größtenteils in Kunstbesitz anlegte. Innerhalb von zwei Jahrzehnten erwarb er über 50 Gemälde der Münchner Schule sowie der Münchner und Berliner Sezession ab 1850. Darunter befinden sich Landschaften, Porträts, Stillleben und Genrebilder von Lovis Corinth, Franz Defregger, Wilhelm von Diez, Max Liebermann, Eduard Schleich der Ältere, Carl Spitzweg und Wilhelm Trübner. Die Privatsammlung ist bis heute im Wesentlichen zusammenhängend erhalten geblieben und befindet sich weiterhin im Familienbesitz der Nachfahren Neitholds im oberfränkischen Bayreuth.